# Zieten farkasfalka
A Zieten farkasfalka a Kriegsmarine tengeralattjárókból álló második világháborús támadóegysége volt, amely összehangoltan tevékenykedett 1942. január 6. és 1942. január 22. között az Atlanti-óceán északi részén, az amerikai keleti partok előtti területtől Grönlandtól délkeletig. A Ziethen  farkasfalka 12 búvárhajóból állt, amelyek 11 hajót süllyesztettek el, hármat megrongáltak. A hajók összesített vízkiszorítása 57 521 brt volt. A tengeralattjárók nem szenvedtek veszteséget. A farkasfalka Hans-Joachim von Zieten porosz lovassági tisztről kapta a nevét.

## A farkasfalka tengeralattjárói
| A hajó száma | Parancsnoka                  | Részvétel kezdete | Részvétel vége   |
| ------------ | ---------------------------- | ----------------- | ---------------- |
| U–84         | Horst Uphoff                 | 1942. január 13.  | 1942. január 22. |
| U-86         | Walter Schug                 | 1942. január 7.   | 1942. január 22. |
| U–87         | Joachim Berger               | 1942. január 6.   | 1942. január 17. |
| U–135        | Friedrich-Hermann Praetorius | 1942. január 6.   | 1942. január 20. |
| U–203        | Rolf Mützelburg              | 1942. január 7.   | 1942. január 22. |
| U–333        | Peter-Erich Cremer           | 1942. január 17.  | 1942. január 22. |
| U–552        | Erich Topp                   | 1942. január 6.   | 1942. január 19. |
| U–553        | Karl Thurmann                | 1942. január 6.   | 1942. január 22. |
| U–582        | Werner Schulte               | 1942. január 15.  | 1942. január 22. |
| U–654        | Ludwig Forster               | 1942. január 6.   | 1942. január 22. |
| U–701        | Horst Degen                  | 1942. január 6.   | 1942. január 22. |
| U–754        | Hans Oestermann              | 1942. január 6.   | 1942. január 22. |

## Elsüllyesztett és megrongált hajók
| Dátum            | A búvárhajó száma | A hajó neve             | Nemzetisége        | Vízkiszorítása | Konvoj |
| ---------------- | ----------------- | ----------------------- | ------------------ | -------------- | ------ |
| 1942. január 6.  | U–701             | Baron Erskine           | Egyesült Királyság | 3657           | SC–62  |
| 1942. január 15. | U–203             | Catalina                | Portugália         | 632            |        |
| 1942. január 15. | U–552             | Dayrose                 | Egyesült Királyság | 4113           |        |
| 1942. január 15. | U–553             | Diala*                  | Egyesült Királyság | 8106           | ON–52  |
| 1942. január 16. | U–86              | Toorak*                 | Egyesült Királyság | 8627           | ON–52  |
| 1942. január 17. | U–87              | Nyholt                  | Norvégia           | 8087           | ON–52  |
| 1942. január 17. | U–203             | Octavian                | Norvégia           | 1345           |        |
| 1942. január 18. | U–86              | Dimitrios G. Thermiotis | Görögország        | 4271           | SC–63  |
| 1942. január 18. | U–552             | Frances Salman          | Egyesült Államok   | 2609           |        |
| 1942. január 21. | U–754             | Belize                  | Norvégia           | 2153           |        |
| 1942. január 21. | U–203             | North Gaspe*            | Kanada             | 888            |        |
| 1942. január 22. | U–553             | Innerøy                 | Norvégia           | 8260           |        |
| 1942. január 22. | U–333             | Vassilios A. Polemis    | Görögország        | 3429           | ON–53  |
| 1942. január 22. | U–754             | William Hansen          | Norvégia           | 1344           |        |

* A hajók nem süllyedtek el, csak megrongálódtak